# Martim-pescador-grande
Guarda-rios-de-barriga-ruiva ou martim-pescador-grande (Megaceryle torquata) é uma espécie de martim-pescador natural da região do México até a chamada Terra do Fogo, no extremo sul da América. Tais aves chegam a medir até 42 centímetros de comprimento, possuindo a cabeça e dorso cinza-azulados, nuca e garganta brancas, partes inferiores castanhas. Também são conhecidas pelos nomes de ariramba-grande, caracaxá, cracaxá, martim-cachá, martim-cachaço, martim-grande e matraca.

## Descrição

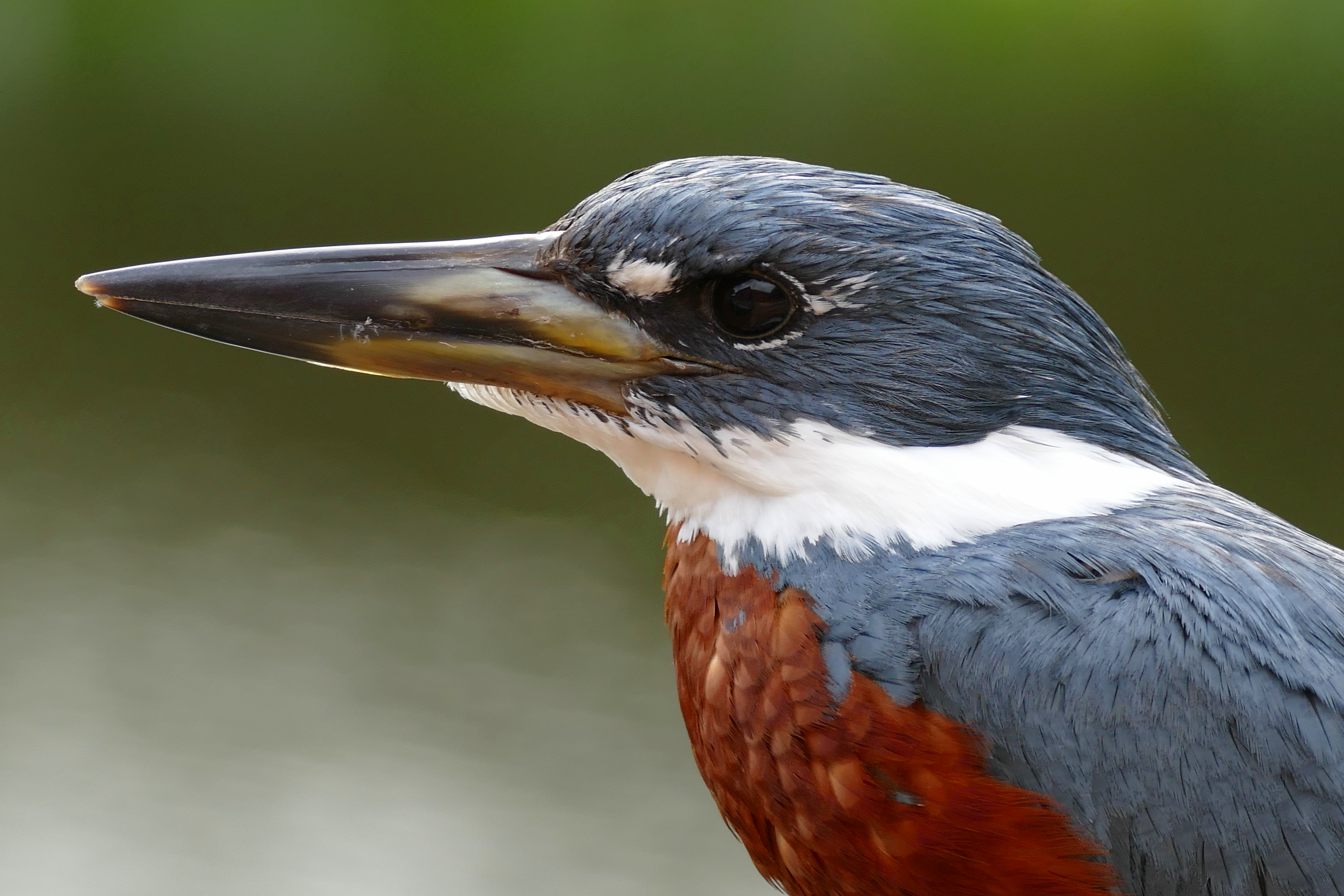
Visão aproximada da cabeça de um martim-pescador-grande macho

É um martim-pescador (Megaceryle torquata) neotropical que vive em habitats que variam entre os Estados Unidos e o México até a América do Sul. Em 1888, a espécie foi descoberta pela primeira vez nos Estados Unidos, enquanto o primeiro ninho de martins-pescador anelado foi encontrado em 1970. São comumente vistos ao longo do Rio Grande e em corpos d'água no sul do Texas. Sua distribuição está aumentando e se expandindo para cima.
As asas dos machos adultos variam entre 184,9–211,1 millimetres (7,28–8,31 in), que em média medem 196,3 mm (7,73 in). Sua cauda varia entre 110,0–129,0 mm (4,33–5,08 in) e o bico mede 74,9–94 mm (2,95–3,70 in). As asas das fêmeas variam de 185.0-210.1 mm, a cauda mede 111,5–132,1 mm (4,39–5,20 in) e possui um bico medindo 75,9–90,9 mm (2,99–3,58 in). Pode pesar entre 3305 and 341 g (10,8 and 12,0 oz).
A espécie possui íris marrom-escura que é constante em todas as faixas etárias. Possuem um bico reto mais longo que a cabeça, junto com um colmo curvo e serrilhas tomiais. A mandíbula inferior parece ter algumas colorações amareladas. Possuem pés sindactil com dedos verde-oliva ou amarelados e garras pretas. Uma grande crista parece estar entre a base do bico e o pescoço. Várias aves têm um colarinho branco localizado ao redor do pescoço.
As asas são arredondadas e a cauda quadrada. As subespécies podem ser encontradas no Texas, México, América Central e América do Sul, devido a pequenas diferenças de plumagem.
Seu sexo pode ser identificado devido às diferenças na coloração. Os machos possuem plumas castanho-enferrujadas com coberturas infracaudais brancas e garganta branca. As fêmeas têm uma faixa cinza-azulada vista na parte superior do peito e uma faixa esbranquiçada.
O tamanho de sua ninhada é de aproximadamente 3-6 ovos, que são incubados por cerca de 22 dias.

## Taxonomia

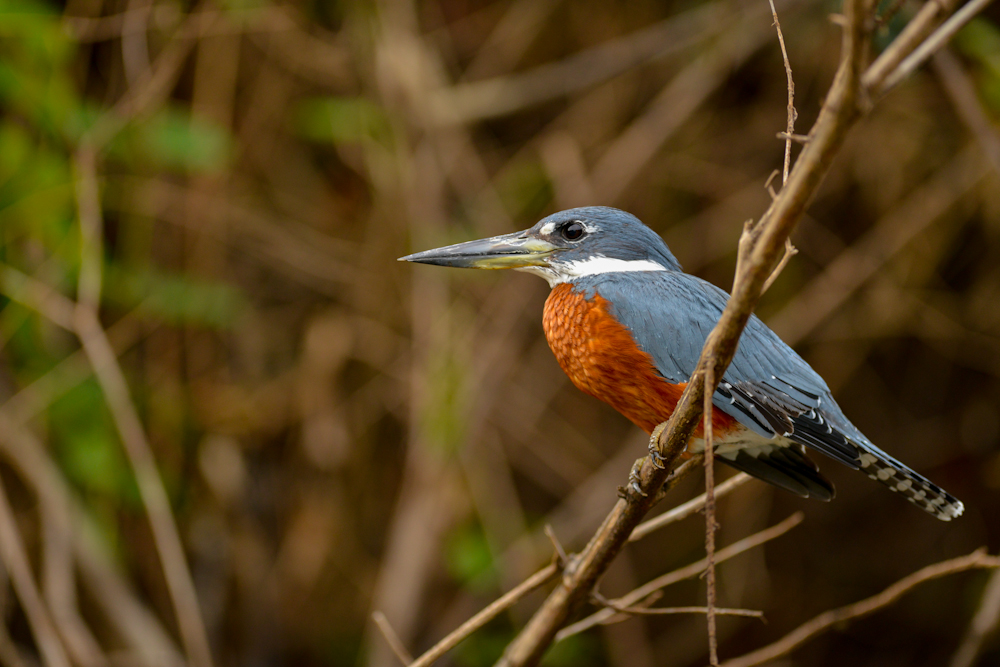
Martim-pescador-grande macho empoleirando-se sobre o rio para capturar sua presa

A espécie faz parte da família Alcedinidae, na ordem Coraciiformes. É parente do Megaceryle alcyon. No geral, a espécie parece muito maior do que sua contraparte, embora possua uma barriga ruiva, um bico enorme e um dorso azulado.

### Subespécies
Três subespécies são identificadas por seu tamanho, cor e localização:
- M. t. torquata - encontrado nas regiões do sul do Texas e sul de Sinaloa, da América Central à América do Sul e em toda a bacia amazônica, Argentina e Uruguai, bem como na Ilha Margarita na Venezuela. Suas coberteiras subterrâneas são totalmente brancas ou manchadas levemente com coberturas inferiores das asas brancas não marcadas para machos e marrons para fêmeas, e com um bico medindo mais de 66 mm (2,6 in).[17]
- M. t. stictipennis - encontrada nas Pequenas Antilhas, Dominica e Martinica. Possuem penas secundárias com manchas brancas que atingem a parte externa das penas. O dorso aparenta ser de azul mais escuro ou cinza.[17]
- M. t. stellate - as áreas de reprodução e invernada estão localizadas entre o Chile e o sul da Argentina. Suas coberteiras são manchadas fortemente com coloração azul escuro ou cinza. Seu bico mede menos de 69 mm.[17]

## Habitat e distribuição

### Habitat
São vistos em habitats de água doce, costas marinhas tropicais e temperadas, bem como em várias ilhas, como a Ilha de Coiba. A reprodução ocorre em regiões aquáticas, incluindo áreas povoadas por peixes para tocas de nidificação. Os ninhos podem ser encontrados mais longe das águas. Os habitats estão próximos a corpos d'água que incluem riachos, rios, lagoas, lagos, estuários e habitats marinhos. Habitats com águas claras e menos vegetação são preferidos para acessar facilmente suas presas.

### Distribuição
São encontrados em amplas áreas entre o Texas, EUA e América do Sul. As áreas de reprodução variam na região Neotropical do México, Caribe e América do Sul. Sua preferência por habitats de mangue foi observada nos trópicos.  O forrageamento ocorre no mar até 1 km (0,7 mi). As áreas em que passam o inverno são indiferentes às áreas de reprodução, mas são capazes de forragear mais longe do que durante os períodos de reprodução. Grandes canais de irrigação em Rio Grande, Texas, têm sido usados como campos de inverno por essas espécies. Geralmente são encontrados em áreas com alta densidade de peixes durante a estação seca.

## Comportamento

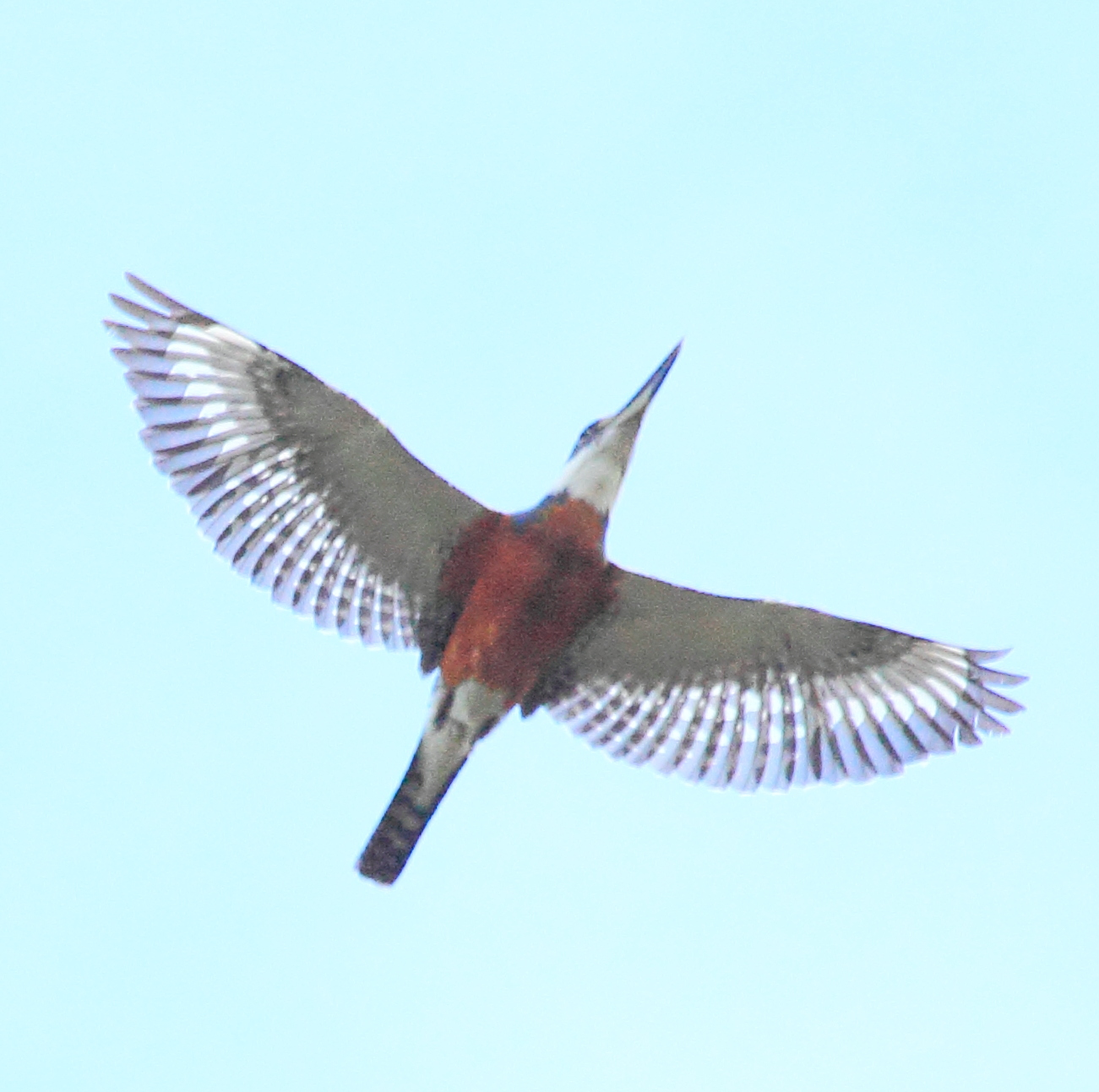
Martim-pescador-grande voando com asas estendidas

Sua anatomia impede os movimentos terrestres eficientes. A ave entra e sai das tocas de nidificação. Portanto, o deslocamento entre os territórios é difícil para esta espécie. Possuem asas fortes que batem muito devagar devido ao seu tamanho. São capazes de voar sobre a terra por longos períodos de tempo em comparação com outras espécies.
Um ritual de acasalamento inclui o macho  oferecendo peixes à fêmea antes da cópula.
As fêmeas e os machos incubam seus ovos enquanto igualmente desempenham outras funções. Pequenos intervalos de forrageamento são feitos no final da tarde, pois os períodos de incubação são longos. Cada indivíduo se reveza durante a manhã. Aves em incubação são capazes de encontrar presas regurgitando seu alimento.
Possui cantos mais altos e mais baixos em comparação com o Megaceryle alcyon.
Pode empoleirar-se por várias horas nas árvores enquanto procuram presas na água doce. Observou-se também que se alimentam de água do mar.

## Dieta

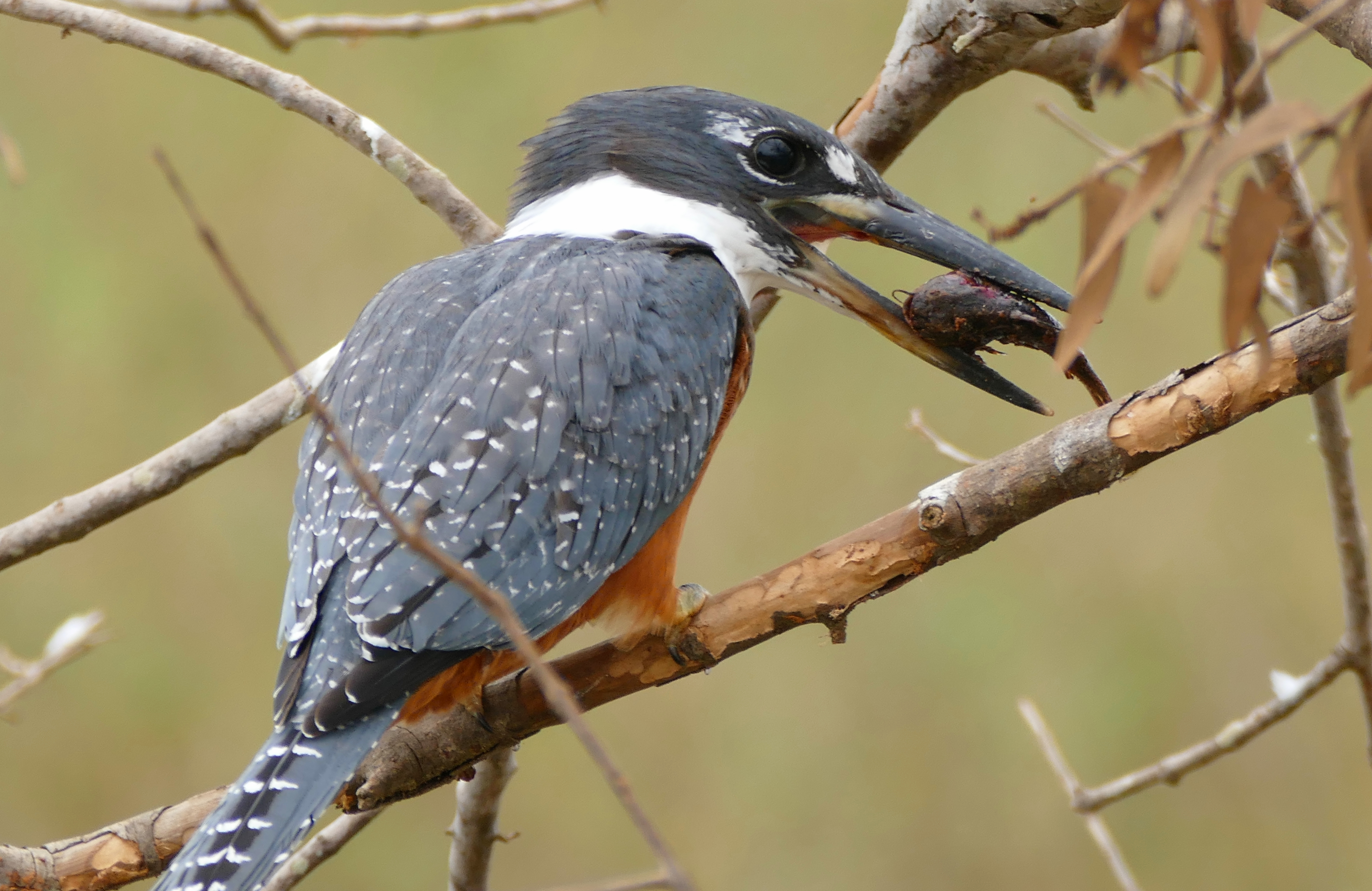
Martim-pescador-grande se alimentando de cascudo

É amplamente dependente de peixes, embora às vezes vise invertebrados, caranguejos e crustáceos. Os peixes consumidos incluem várias espécies das famílias Characidae e Cichlidae.

## Ameaças
Um estudo examinou uma infecção parasitária causada por Pulchrosopa pulchrosopa, um tipo de verme parasita que causa danos internos em seu sistema respiratório. As quatro aves infectadas foram examinadas e encontraram a espécie em seus pulmões, traqueia e cavidade celômica. O parasita migra para os pulmões à medida que o hospedeiro passa por períodos estressantes ou imunossupressores. O parasita causa danos significativos aos tecidos devido à sua migração para os pulmões.
Predadores incluem o gavião-de-rabo-branco, o tauató-miúdo, a águia-de-cabeça-branca, a águia real e o falcão-peregrino.

## Conservação
A União Internacional para a Conservação da Natureza (IUCN) considera o martim-pescador-grande como "espécie pouco preocupante". As tendências crescentes da população indicam que as espécies não são vulneráveis, pois são generalizadas e têm uma grande distribuição de habitat e faixas de reprodução.